# Германци в Салвадор
Германците в Салвадор са етническа група в Салвадор.

## Численост
Те са етническо малцинство, като голяма част от тях са приели испанския език, а 90% от тях са потомци на испанци. Това не означава, че страната няма важни отношения с Германия.

## Религия
Всички германци в страната изповядват християнство.

## История
В началото на 20 век имигрират между 10 и 15 семейства, като по-голямата част от тях напуснат Германия поради политически проблеми на страната.

### Отношения между Германия и Салвадор
Германия е един от основните европейски търговски партньори на Ел Салвадор и е най-големият вносител на салвадорско кафе. Търговската им мрежа се състои от около 85 компании. Освен това, има немско училище в столицата Сан Салвадор. 